# Barran
Barran é uma comuna francesa na região administrativa da Occitânia, no departamento de Gers. Estende-se por uma área de 52.82 km², e possui 667 habitantes, segundo o censo de 2018, com uma densidade de 13 hab/km².